# Martín Vizcarra
Martín Alberto Vizcarra Cornejo OSP (phát âm tiếng Tây Ban Nha: [maɾˈtin alˈβeɾto βisˈkara koɾˈnexo]; sinh ngày 22 tháng 3 năm 1963) là một kỹ sư và chính trị gia người Peru, là Tổng thống thứ 67 của Peru từ 2018 đến 2020. Vizcarra trước đây từng là Thống đốc của bộ Moquegua (2011 2015, 2014), Bộ trưởng Bộ Giao thông vận tải Peru (2016 2015), và Đại sứ Peru tại Canada (2017 2015).
Trong cuộc tổng tuyển cử năm 2016, Vizcarra đã chạy đua với đảng Peruanos Por el Kambio với tư cách là ứng cử viên cho phó tổng thống đầu tiên và là người điều hành của Pedro Pablo Kuczynski.
Vizcarra đã tuyên thệ nhậm chức tổng thống vào ngày 23 tháng 3 năm 2018 sau khi Tổng thống Kuczynski từ chức.
Yêu cầu cải cách chống tham nhũng, Vizcarra đã giải tán Quốc hội Peru vào ngày 30 tháng 9 năm 2019 và ngày hôm sau, đã ban hành một nghị định về bầu cử lập pháp sẽ được tổ chức vào ngày 26 tháng 1 năm 2020.
Vào ngày 9 tháng 11 năm 2020, Quốc hội Peru đã luận tội Tổng thống Vizcarra lần thứ hai, sau khi tuyên bố ông "không đủ năng lực về mặt đạo đức" và cách chức ông. Chủ tịch Quốc hội, Manuel Merino, kế nhiệm ông làm Tổng thống Peru vào ngày hôm sau.

## Cuộc sống sớm
Vizcarra sinh ra ở Lima, con trai của César Vizcarra Vargas, là thành viên của APRA, và Doris Cornejo, một giáo viên giáo dục tiểu học. Cha ông là thị trưởng của Moquegua và là thành viên của Quốc hội lập hiến năm 1978. Gia đình anh sống ở Moquegua, nhưng chuyển đến Lima do biến chứng phổi khiến anh rơi vào tình trạng tử vong khi sinh.
Về cha mình, Vizcarra tuyên bố ông đã để lại ảnh hưởng lâu dài đến cuộc đời mình.

## Tổng thống Peru
Sau khi từ chức của Tổng thống Kuczynski, Vizcarra trở về Peru để đảm nhận chức vụ tổng thống vào ngày 23 tháng 3 năm 2018. Sau khi được tuyên thệ nhậm chức, Vizcarra tuyên bố liên quan đến tham nhũng, "chúng tôi đã có đủ", hứa hẹn sẽ dẫn chống lại thực hành như vậy trong quốc gia Andes.
Tác giả người Peru và người đoạt giải Nobel Văn học, Mario Vargas Llosa tuyên bố rằng "thông tin của Vizcarra là khá tốt" và mặc dù các chính trị gia khác của Peru đã phải đối mặt với tranh cãi chính trị, Vizcarra "đã hành động theo luật". Vargas Llosa cũng lưu ý rằng nếu mức độ phổ biến của Vizcarra tăng đủ, "thì ngay lập tức tại Quốc hội, Fujimoristas sẽ quên đi những cuộc đấu tranh nội bộ của họ và có lẽ sẽ gây khó khăn cho cuộc sống của ông".